# Échandelys
Échandelys település Franciaországban, Puy-de-Dôme megyében. Lakosainak száma 249 fő (2022. január 1.). Échandelys Aix-la-Fayette, Auzelles, Brousse, Condat-lès-Montboissier, Fournols, Saint-Éloy-la-Glacière és Saint-Genès-la-Tourette községekkel határos.

## Népesség
A település népességének változása:
| Lakosok száma | 243  | 255  | 261  | 258  | 255  | 252  | 249  | 249  | 249  |
|               | 2013 | 2015 | 2016 | 2017 | 2018 | 2019 | 2020 | 2021 | 2022 |